# Wujiaqu
Wujiaqu (kinesisk: 五家渠; pinyin: Wǔjiāqú; Wade-Giles: Wǔ-chiā-ch'ǘ; uighurisk: ئۇجاچۇ; uighur-latin: Wujachu) er et provinsniveauunderlagt byamt i Xinjiang i Folkerepublikken Kina beliggende nord for Urumqi. Det har et areal på 742 km² , og en befolkning på 70.000 mennesker, med en tæthed på 94 indb./km² (2007). Området er administreret af Produktions- og konstruktionsstyrken i Xinjiang.
44°12′N 87°33′Ø / 44.200°N 87.550°Ø